# Cosemans (bedrijf)

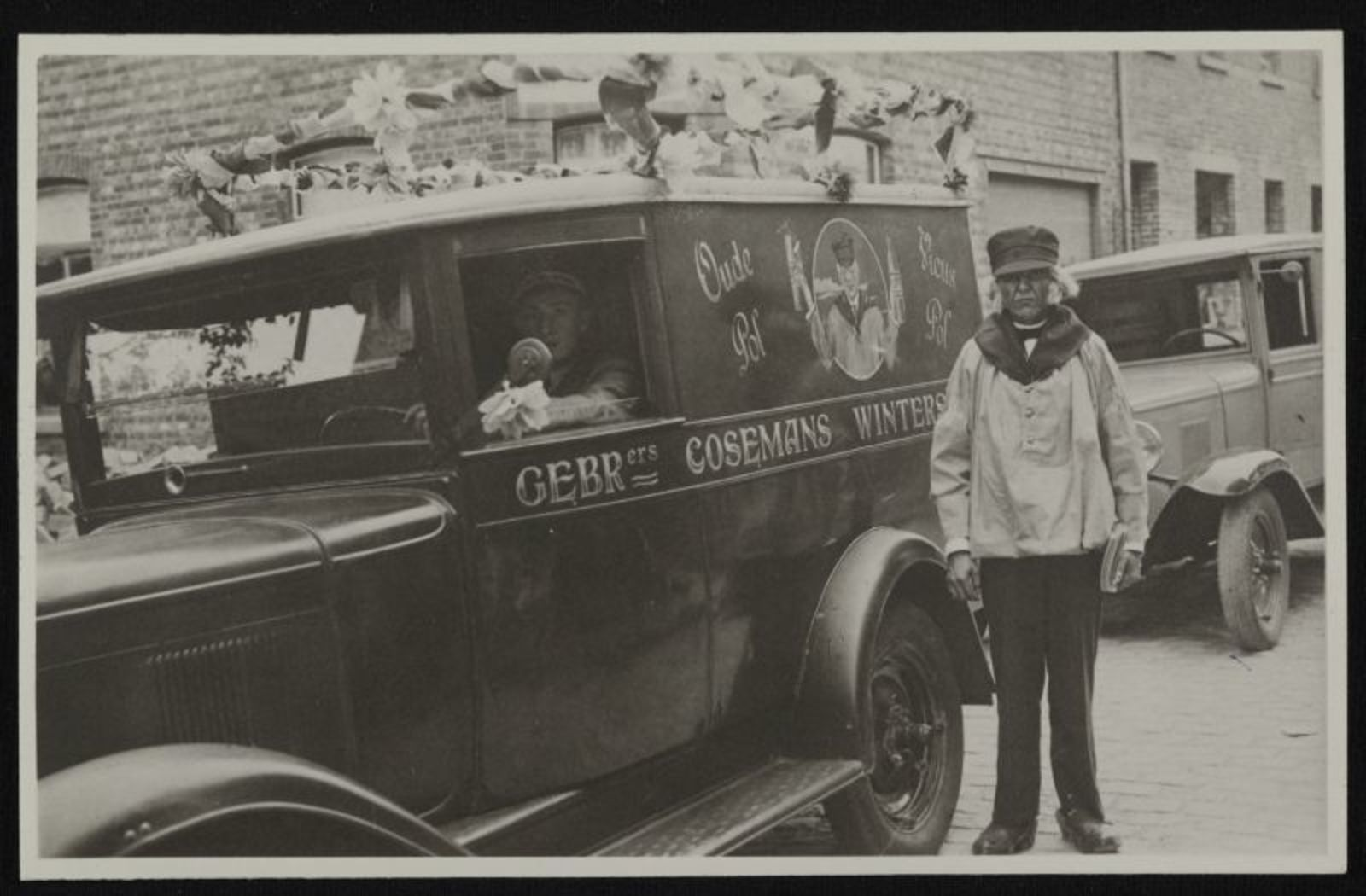
Reclamewagen van de gebroeders Cosemans

Cosemans was een jeneverstokerij en handel in drank- en rookartikelen aan de Vennestraat in Genk.

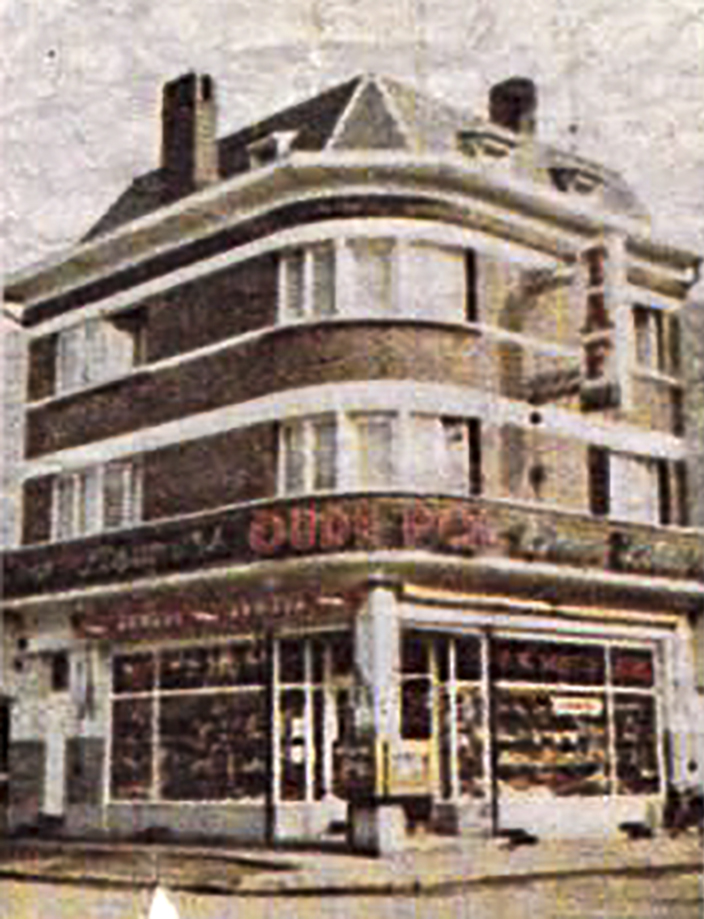
Oude Pol te Eisden

## Geschiedenis
De gebroeders Leopold en Alfons Cosemans, afkomstig uit Alken, openden in 1924 een handel in drank- en rookartikelen in de Vennestraat in Winterslag, Genk. Leopold was een joviale vaderlijke man die daarom ook ‘nonke Pol’ genoemd wordt. Hij stond in voor de productie van de jenevers en de likeuren. Zo kreeg de likeurfabriek de naam Distillerie du Vieux Pol. 
Het ging de broers voor de wind en zij openden ook winkels in de naburige mijngemeenten. De winkel in de Pauwengraaf 56 te Eisden werd 'Oude Pol' genoemd. Deze winkels werden bijna altijd uitgebaat door familieleden. Er kwam in 1938 zelfs een zaak in de Antwerpse Hoogstraat. In 1943 nam Leopold Albert Cosemans, de zoon van Alfons, het bedrijf over. Op het einde van de jaren 1970 liet hij de zaak geleidelijk over aan zijn zoon, Leopold Paul Cosemans.
In 2001 ging de jeneverstokerij failliet.